# Dalea ananassa
Dalea ananassa är en ärtväxtart som beskrevs av Rupert Charles Barneby. Dalea ananassa ingår i släktet Dalea, och familjen ärtväxter. Inga underarter finns listade i Catalogue of Life.